# Stanisław Sergiusz Powołocki

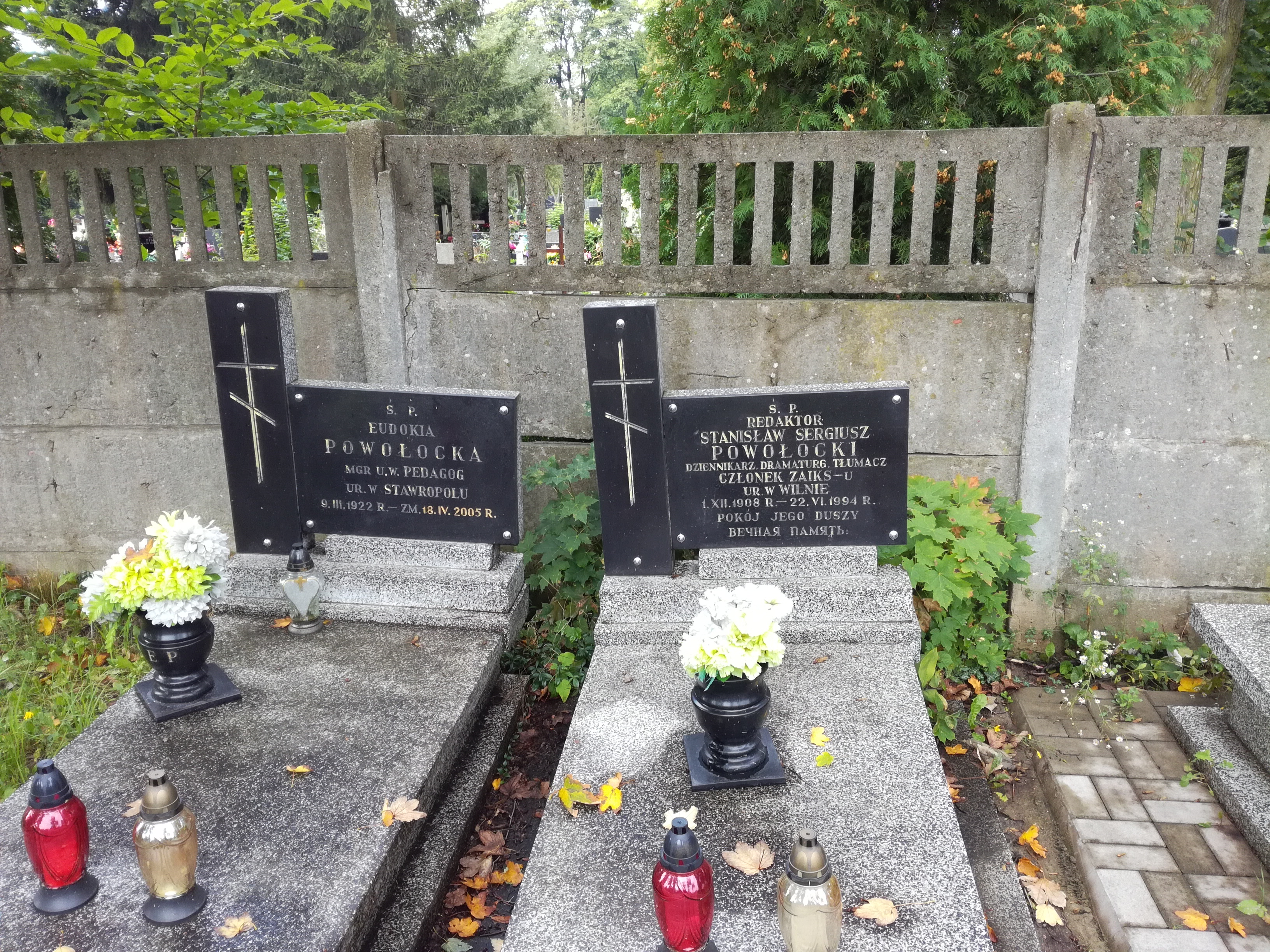
Grób Stanisława Sergiusza Powołockiego na cmentarzu prawosławnym pw. św. Aleksandra Newskiego w Łodzi na Dołach

Stanisław Siergiusz Powołocki, ros. Сергей Георгиевич Поволоцкий (ur. 1 grudnia 1908 w Wilnie, zm. 22 czerwca 1994 w Łodzi) – rosyjski emigracyjny dziennikarz, publicysta, pisarz, teatrolog.

## Życiorys
W 1915 r. jego rodzina wyjechała do Piatigorska, ale w 1921 r. powróciła do Wilna. W 1926 r. S. Powołocki ukończył gimnazjum im. A. Mickiewicza, zaś w 1930 r. wydział prawa i nauk społecznych na Uniwersytecie Stefana Batorego. W latach 1931–1935 kontynuował naukę w Brukseli, a następnie Paryżu. Po powrocie do Polski zaczął pisać artykuły literackie do prasy polskiej i zagranicznej (np. pisma „Siegodnia” wydawanego w Rydze). Był też autorem recenzji i wywiadów z emigracyjnymi pisarzami rosyjskimi. Używał pseudonimów „S. Gieorgijewski”, „S. P.”, „Espe”. Uczestniczył w pracach sekcji literacko-artystycznej Wileńskiego Stowarzyszenia Rosyjskiego. Atak wojsk niemieckich na Polskę 1 września 1939 r. zastał go w Warszawie, skąd przybył do Wilna. We wrześniu 1940 r. został aresztowany przez NKWD za próbę nielegalnego przekroczenia granicy z okupacją niemiecką. Po procesie skazano go na karę wieloletnich łagrów. Osadzony został w obozie na Workucie. W 1945 r. wyszedł na wolność w wyniku interwencji Związku Patriotów Polskich (ZPP). Objął funkcję reprezentanta organizacji w Stawropolu. W 1946 r. powrócił do Wilna, skąd został repatriowany do Szczecina. Ostatecznie zamieszkał w Łodzi, gdzie został redaktorem pisma „Litieraturnaja stranica”, stanowiącego dodatek do rosyjskojęzycznej gazety „Russkij gołos”. Od 1947 r. pisał artykuły literackie i teatrologiczne w polskich gazetach i czasopismach. Tłumaczył na polski radzieckie sztuki teatralne i operetki. Był też autorem kilku publikacji związanych z teatrologią. W 1996 r. opublikowano pośmiertnie jego wspomnienia z lat 1915-1921 pt. „Co oczy moje widziały. Wspomnienia”, zaś w 1997 r. pt. „Mój romans z teatrem”.